# إوين فيلدز
إوين فيلدز (بالإنجليزية: Ewen Fields)‏ هو ملعب كرة قدم في بإنجلترا. اُفتُتح عام 1885 ، يتسع الملعب إلى 4,073 متفرج.